# Śmierć (personifikacja)

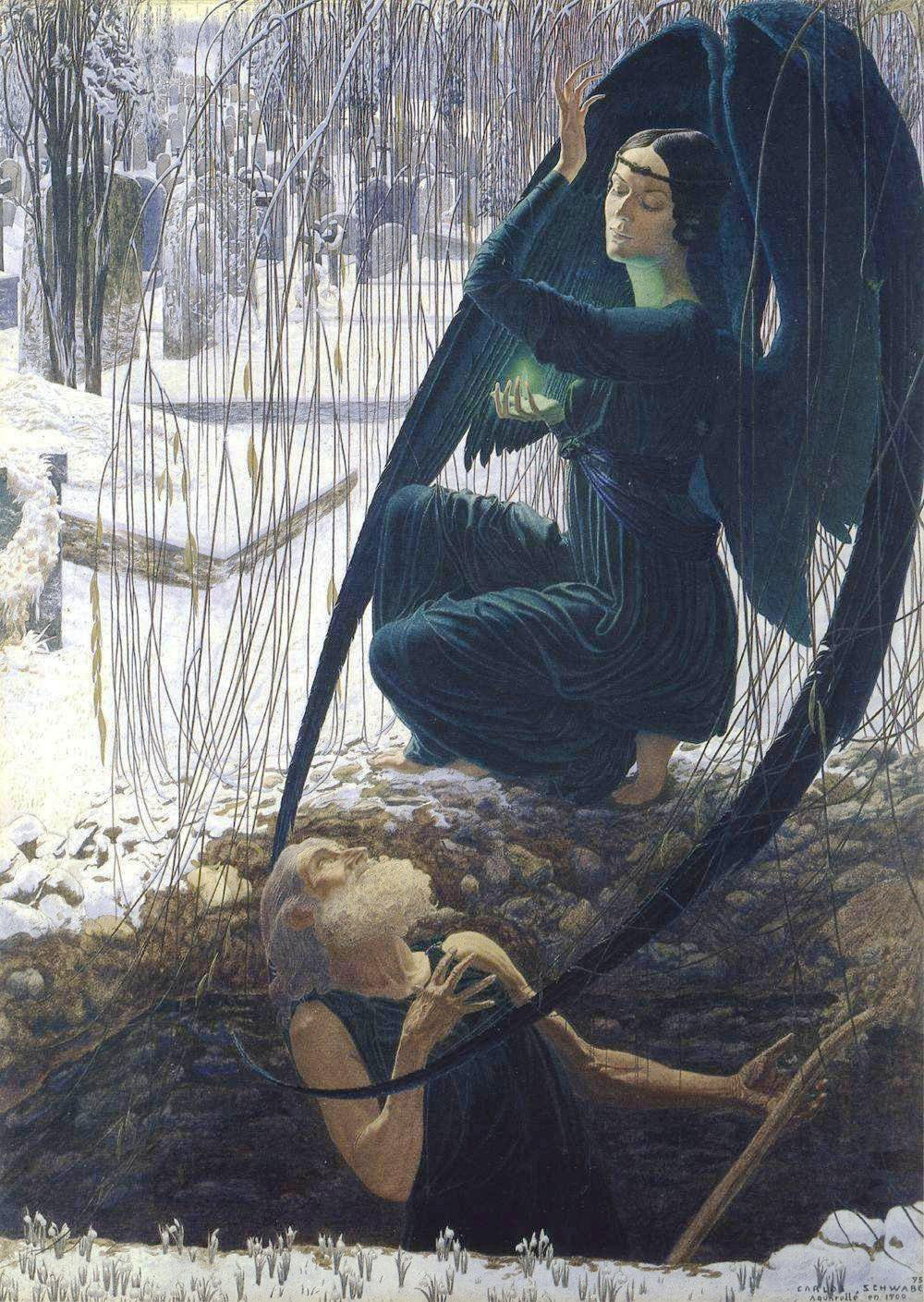
Detal z obrazu Śmierć i grabarz, Carlosa Schwabe (ok. 1890)

Śmierć (personifikacja) – nadanie biologicznemu zjawisku śmierci cech ludzkich, nierzadko również antropomorficznej postaci. Śmierć jako pojęcie abstrakcyjne była personifikowana przez twórców wielu epok.
Najpopularniejsze, a mające swe źródło w średniowieczu, wyobrażenia śmierci:
- zakapturzona postać kobieca (słowo śmierć w języku polskim jest rzeczownikiem rodzaju żeńskiego) lub męska (np. Ankou w bretońskich wierzeniach ludowych)
- kostucha – ludowe, jako kościotrupa z kosą, czasem w kapturze. Jednak nie zawsze występuje pod postacią szkieletu, czasem kaptur całkowicie skrywa widok twarzy w cieniu i nie widać innych części ciała, więc może występować jako duch (mimo tego, że widać płaszcz, kaptur oraz kosę).

W starożytnej Grecji miała postać przystojnego Tanatosa. W wyobrażeniach ludowych często jako personifikacja śmierci pojawiał się Charon. Wyobrażenie śmierci jako mężczyzny ma źródło w języku – po grecku śmierć (Θάνατος, Thanatos) jest rodzaju męskiego.
Wśród Słowian śmierć symbolizowała Marzanna, której wyobrażenie w postaci najczęściej słomianej kukły, palono lub topiono w okresie Jarego Święta.
W średniowieczu przedstawiana była jako rozkładające się ciało, mumia lub suchy szkielet. Przeważnie bywa kobietą, ale np. w Niemczech występowały męskie personifikacje śmierci (po niemiecku der Tod – śmierć jest rodzaju męskiego), czy w Norwegii jako mannen med ljåen – „mężczyzna z kosą”.
Śmierć występowała w toposach takich jak Zaraza-Dżuma, Legenda o trzech żywych i trzech umarłych i Triumf śmierci, Taniec śmierci. W literaturze częsty był motyw rozmowy ze śmiercią, obecny w utworze Rozmowa Mistrza Polikarpa ze śmiercią.
W epoce renesansu przedstawiano śmierć jako Mojry lub przynajmniej najstarszą z nich, Atropos.
W baroku powrócono do przedstawień makabrycznych, opartych na wzorcach średniowiecznych.
W kulturze japońskiej określana mianem shinigami.
W epoce Młodej Polski powstawały liczne przedstawienia makabryczne, jak na obrazach Jamesa Ensora (np. A fight over a smoked herring – „Spór szkieletów o śledzia”), czy portrety ze śmiercią, a także wiele innych obrazów Arnolda Böcklina. Oryginalną personifikację śmierci stworzył Jacek Malczewski na obrazach z cyklu Thanatos i Śmierć.
Śmierć stała się też celem żartów, np. słynnej grupy Monty Python lub Terry'ego Pratchetta.